# Legoland California
Legoland California es el tercer Parque Temático Legoland que abrió en todo el Mundo. Localizado en Carlsbad, California, abrió el 20 de marzo de 1999. El Parque se divide en once secciones, La primera es The Beginning (El Comienzo) y continuando por Dino Valley (Valle de Dinosaurios), The Lego Movie World (El Mundo de La Gran Aventura Lego), Fun Town (Pueblo Alegre), Pirate Shores (Costas de los Piratas), Lego City Deep Sea Adventure (La Aventura del Mar Profundo en Ciudad Lego), Castle Hill (colina del Castillo), Land of Adventure (Tierra de Aventuras), Imagination Zone (Zona de la Imaginación) Miniland USA (Mini Estados Unidos), y Lego Ninjago World (El Mundo de Lego Ninjago). Si se habla de todo el Resort, también se habla de su acuario Sea Life, de su parque acuático Legoland Water Park y de sus dos hoteles Legoland Resort Hotel y Legoland Castle Hotel.

## Áreas
Hoteles
Hay dos hoteles que están tan cerca del parque que solo se tiene que caminar muy poco. Legoland Resort Hotel es el primer hotel, se inauguró en el año 2013 con tres temáticas para las habitaciones: Kingdoms, Pirates y Adventure. El segundo hotel es Legoland Castle Hotel, es parecido al otro, pero con temática medieval. Se inauguró en el año 2018 con tres temáticas para las habitaciones: Knights, Princess y Wizards.

### The Beginning
The Beginning es la parte frontal del parque, que incluye tiendas y restaurantes.

### Dino Valley
Dino Valley es una de las secciones más nuevas del parque (abierta en 2024). En ella se encuentra una mini montaña rusa de metal llamada  "Coastersaurus" que giran y caen alrededor de gigantes modelos de dinosaurios de lego y "dig those dinos", para excavar fósiles. También se encuentra Explorer River Quest que trata de un río por el que pasea uno en un bote verde para tener un recorrido de dinosaurios Lego, esta atracción antes era Fairy Tale Brook, pero la convirtieron en Explorer River Quest cuando se inauguró el área en 2024.

### The Lego Movie World
The Lego Movie World es un área inaugurada en el 2021 y está basada en las películas de La Gran Aventura Lego. En esta área se encuentran atracciones como Unikitty’s Disco Drop que trata de dos torres, cada una con la cabeza de Unikitty arriba, uno se sube a una de estas torres y lo sube hasta arriba y después lo suelta y lo vuelve a subir y así sucesivamente. Otra atracción es Emmet’s Flying Machine: Masters of Flight en donde Emmet invita a uno a su creación que es el sofá de tres pisos con la adición de que puede volar. Uno se sienta en un asiento y ve una pantalla gigante que pretende ser lo que está viendo de su aventura.

### Fun Town
Fun Town tiene dos  "escuelas de manejo de volvo", una para niños de 3-5, y la otra para niños de 6-13, donde los niños pueden aprender a usar los carros de lego eléctricos en un carrusel cerrado. Fun Town también tiene una "escuela de navegación" donde padres y niños pueden navegar botes de lego. Los turistas también pueden tomar un paseo por la Fábrica de Lego y aprender como se hace el lego. En el Adventurer's club, los niños tienen que encontrar siete llaves de lego para poder jugar a salvar a Johnny Thunder. En "Fire Academy", las familias pueden competir para apagar un pequeño incendio en una calle y conducir en un camión de bomberos, ‘Kid Power Tower’. 

### Pirate Shores
Pirate Shores tiene cinco atracciones; "Splash Battle"; donde las personas compiten con un barco pirata hecho de lego y disparan agua. "Soak 'N Sail" es un mini-parque acuático de dos niveles para niños y adultos. "Treasure Falls", "Swabbie's Deck" y "Captain Cranky's Challenge".
Lego City Deep Sea Adventure
Lego City Deep Sea Adventure es una atracción inaugurada en verano del 2018 en donde uno se sube a un submarino de los exploradores de ciudad Lego y ve desde una ventana peces reales, exploradores y objetos que debe encontrar y seleccionar en una pantalla que está adentro del submarino.

### Castle Hill
Castle Hill es un castillo medieval. El área cuenta con una montaña rusa llamada "The Dragon", "Royal Joust" en donde se puede galopar en un pequeño caballo robot.

### Land of Adventure
Esta sección abrió en el año 2008. En ella se encuentran las atracciones "cargo ace", "Pharaoh's Revenge", "beetle bounce" y "Lost Kingdom Adventure", un juego que te ponen en un Jeep del desierto y disparas a los blancos con láseres.

### Imagination Zone
En la zona de imaginación los turistas pueden subirse a una montaña rusa en forma de un ratón llamada "Lego Technic Test Track", "Bionicle blaster" y un teatro de "4-D".

### Miniland USA
Miniland USA incluye reproducciones de siete áreas de los Estados Unidos, todas construidas con más de 40 millones de piezas de Lego a una escala de 1:20. Las miniaturas pueden ser vistas desde distintas partes del parque. Desde la atracción Coast Cruise se pueden apreciar el Taj Mahal, la Torre Eiffel, o el capitolio cuando Barack Obama fue nombrado presidente. También se reprodujo el monte Rushmore con los bustos de los presidentes estadounidenses hechos con las piezas Lego. Las ciudades que están recreadas en Miniland son:
- Nueva York
- Washington D. C..
- San Francisco
- Nueva Orleans.
- Las Vegas.
- Los Ángeles.

Otras áreas de Estados Unidos replicadas en Miniland:
- Sur de California
- Florida (especialmente el Daytona International Speedway)

Lego Ninjago World
Lego Ninjago World se inauguró en el año 2016, este cuenta con una atracción llamada Lego Ninjago The Ride en donde uno utiliza gafas 4D y se sube a un vehículo y explora el mundo de Lego Ninjago para derrotar a enemigos y al final derrota al principal ‘El gran devorador’.

### Water park
Water park es un área que se abrió en 2010 y en 2014 se abrió el mismo parque pero con el tema de leyends of chima